# مقاطعة يوين لونغ

موقع مقاطعة يوين لونغ في هونغ كونغ.

مقاطعة يوين لونغ (بالصينية: 元朗區) هي واحد من 18 منطقة إدارية في هونغ كونغ تقع في الشمال الغربي من الأقاليم الجديدة. بلغ عدد سكانها578.529 نسمة في عام 2011.وهي المقاطعة ذات نسبة السكان الأكثر شبابا في هونغ كونغ.

## جغرافيا
تحتوي مقاطعة يوين لونغ على السهل الغريني أكبر في هونغ كونغ، سهل يوين لونغ-كام «تين». وتبلغ مساحتها 144 كلم²، يغطي المنطقة العديد من القرى التقليدية بما في ذلك بينغ شان، تسوين هيونغ، كام تين هيونغ، هيونغ بات، هيونغ تين سان وشاب بات هيونغ، فضلا عن يوين لونغ البلدة وتين شوي وأي.
وقد وضعت اثنين من مدن جديدة داخل هذه المنطقة. ووضعت المدينة الجديدة يوين لونغ من سوق المدينة التقليدي يوين لونغ، المدينة من أواخر السبعينات. تين شوي وأي مدينة جديدة قد وضعت منذ أوائل التسعينات، وبنيت على الأراضي المستصلحة من الأحواض السمكية السابقة مرة واحدة مشتركة في المقاطعة.

## التاريخ
منذ عهد أسرة «تانغ»، كانو يقطنون في بات هيونغ. مثل تاي بو، استخدمت «يوين لونغ» أن تكون مدينة السوق التقليدية.

## الثقافة

### احتفالات
مهرجان تين هاو (天后誕巡遊) في 23 من الشهر الثالث من التقويم القمري. أنها تحتفل بولادة الإله المحلية، تين هاو. خلال النهار، وسكان من مختلف القرى المسورة التي انطلقت في شارع تشونغ فونغ، والذهاب عبر الطريق يوك كاو وملعب يوين لونغ، ونهاية تاي شو ها تين هاو في المعبد المعبد، الذي له تاريخ 300 سنة.

### أكلات
- Poon choi
- Sweetheart cake

## وصلات خارجية
- مجلس مقاطعة يوين لونغ